# Județul Tulcea (antebelic)
Județul Tulcea a fost o unitate administrativă de ordinul întâi din Vechiul Regat al României (existent în perioada antebelică). Județul se afla în regiunea istorică Dobrogea, iar reședința era orașul Tulcea.

## Așezare și limite

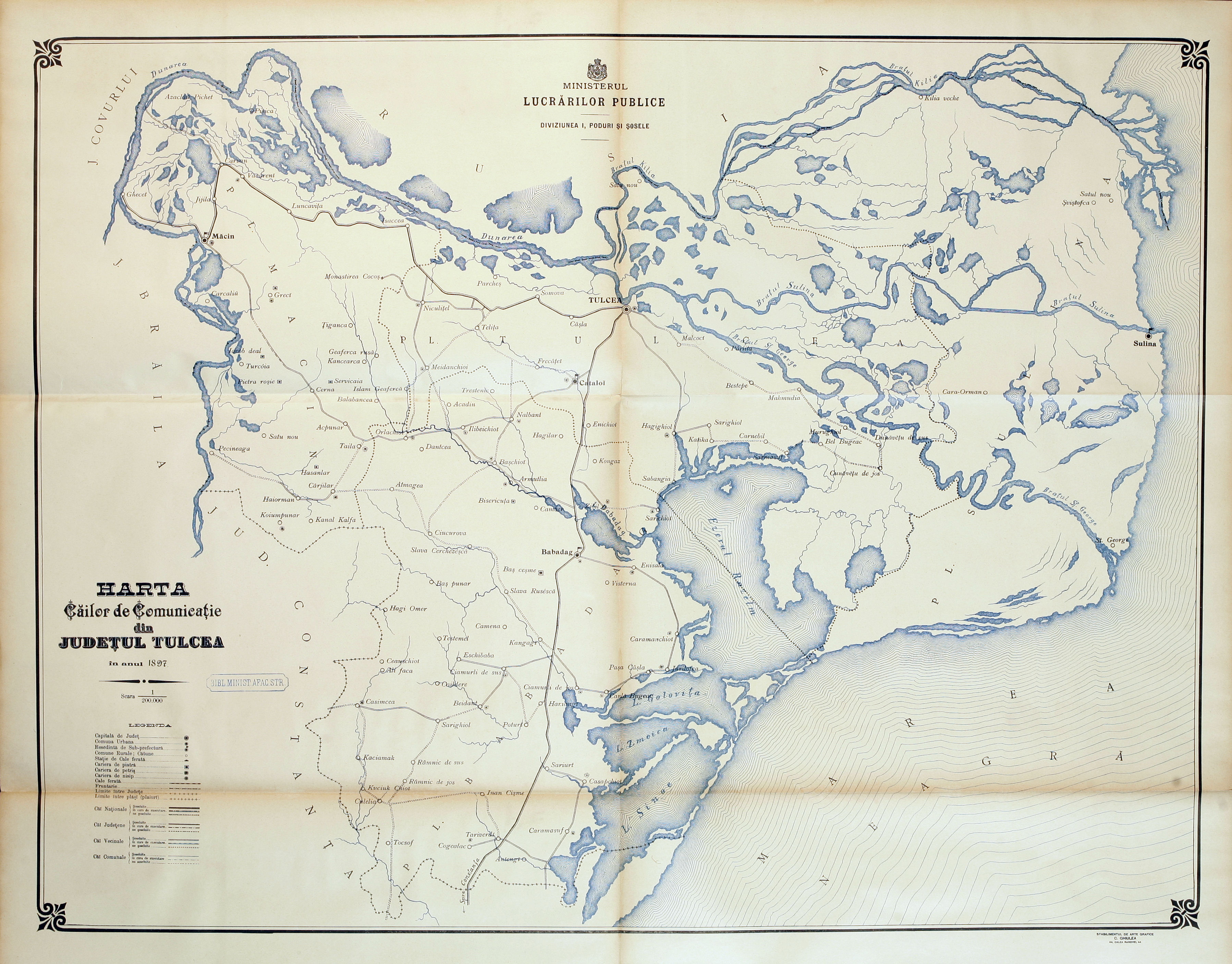
Harta județului Tulcea în Atlasul Căilor de Comunicații din 1897

Județul Tulcea era un județ aflat în partea estică extremă a României, în nordul Dobrogei. Se învecina cu Basarabia (ce făcea parte atunci din Imperiul Rus) și cu județele românești Constanța, Brăila și Covurlui. Județul se întindea de la Ghecet (Smârdan) până la Insula Șerpilor (vest-est) și de la Chilia Veche la Duimgi (Nuntași) (nord-sud).

## Istoric
După Războiul de Independență al României din anii 1877 - 1878, centrul și nordul Dobrogei a intrat sub administrația României. Regulamentul de organizare administrativă întocmit de ministrul C.A. Rosetti, prevedea că teritoriul Dobrogei se împarte în trei județe: Tulcea, Kiustengea (Constanța) și Silistra. Județul Tulcea se compunea din patru plăși (Tulcea, Sulina, Măcin și Babadag), județul Kiustengea din trei plăși (Mangalia, Kiustengea și Hârșova), iar județul Silistra din două plăși (Medgidia și Silistra).
Județul antebelic Tulcea era împărțit în 4 plăși: Babadag, Tulcea, Măcin și Sulina. Județul avea 7 comune urbane, 57 comune rurale formate din 120 sate. Comunele urbane ale județului erau Tulcea, Chilia Veche, Babadag, Sulina, Isaccea, Măcin și Mahmudia.
Populația din plasa Tulcea era cea mai diversă nu doar din județ, ci și din Dobrogea fiind formată din: români, ruși, bulgari, turci, tătari, greci, germani, evrei, etc. Reședința acestei plăși era comuna urbană Mahmudia.